# Серда, Начо
На́чо Серда́ — испанский (каталонский) кинорежиссёр, сценарист, оператор, продюсер и актёр.

## Биография
Начо Серда родился в 1969 году в Каталонии. Кинематографом начал интересоваться с раннего детства, снимая в домашних условиях фильмы на любительскую камеру Super 8. Обучался в журналистской школе в Барселоне, после чего поступил на курсы школы кино в университете Южной Калифорнии в Лос-Анджелесе.

## Карьера в кино
В период обучения в университете Серда снимает свою первую короткометражную чёрно-белую ленту Пробуждение, посвящённую процессу смерти человека. В 1994 году вместе с единомышленниками Серда основал собственную киностудию Waken Productions, под эгидой которой снял свой наиболее известный и успешный проект После смерти. В 1995 и 1996 годах Серда продюсирует фильмы Diaz Sin Luz и Доктор Карри соответственно. В 1998 году Серда снова снимает короткометражку, которая получила название Генезис. Картина длилась около 30 минут и по-своему осмысливала миф о Галатее.

## Фильмография
| Год  | Русское название | Оригинальное название фильма | Кто                                  |
| ---- | ---------------- | ---------------------------- | ------------------------------------ |
| 2006 | Заброшенный дом  | The Abandoned                | Режиссёр, сценарист                  |
| 1998 | Генезис          | Genesis                      | Режиссёр, сценарист, продюсер        |
| 1996 | Доктор Карри     | Dr. Curry                    | Продюсер                             |
| 1995 |                  | Diaz Sin Luz                 | Продюсер                             |
| 1994 | После смерти     | Aftermath                    | Режиссёр, сценарист, продюсер        |
| 1990 | Пробуждение      | The Awakening                | Режиссёр, оператор, сценарист, актёр |